# منتخب تونغا لسباعيات الرغبي
منتخب تونغا لسباعيات الرغبي (بالإنجليزية: Tonga national rugby sevens team)‏ هو ممثل تونغا الرسمي في المنافسات الدولية في سباعيات الرغبي .